# Sphaeropsis glandulosa
Sphaeropsis glandulosa är en svampart som beskrevs av Cooke 1878. Sphaeropsis glandulosa ingår i släktet Sphaeropsis, divisionen sporsäcksvampar och riket svampar.   Inga underarter finns listade i Catalogue of Life.